# Franciscus Cornelis Donders
Pour les articles homonymes, voir Donders.

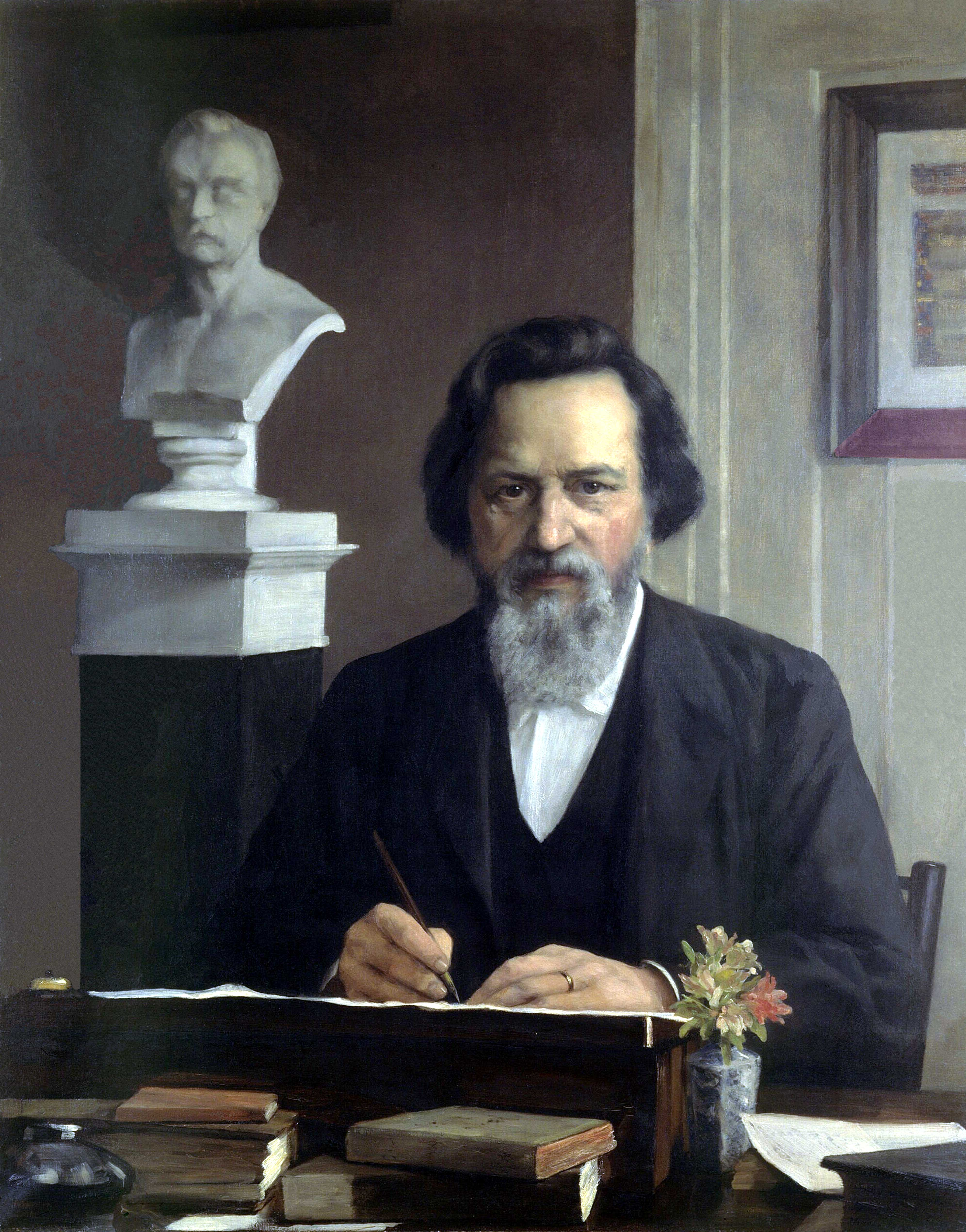
F. C. Donders

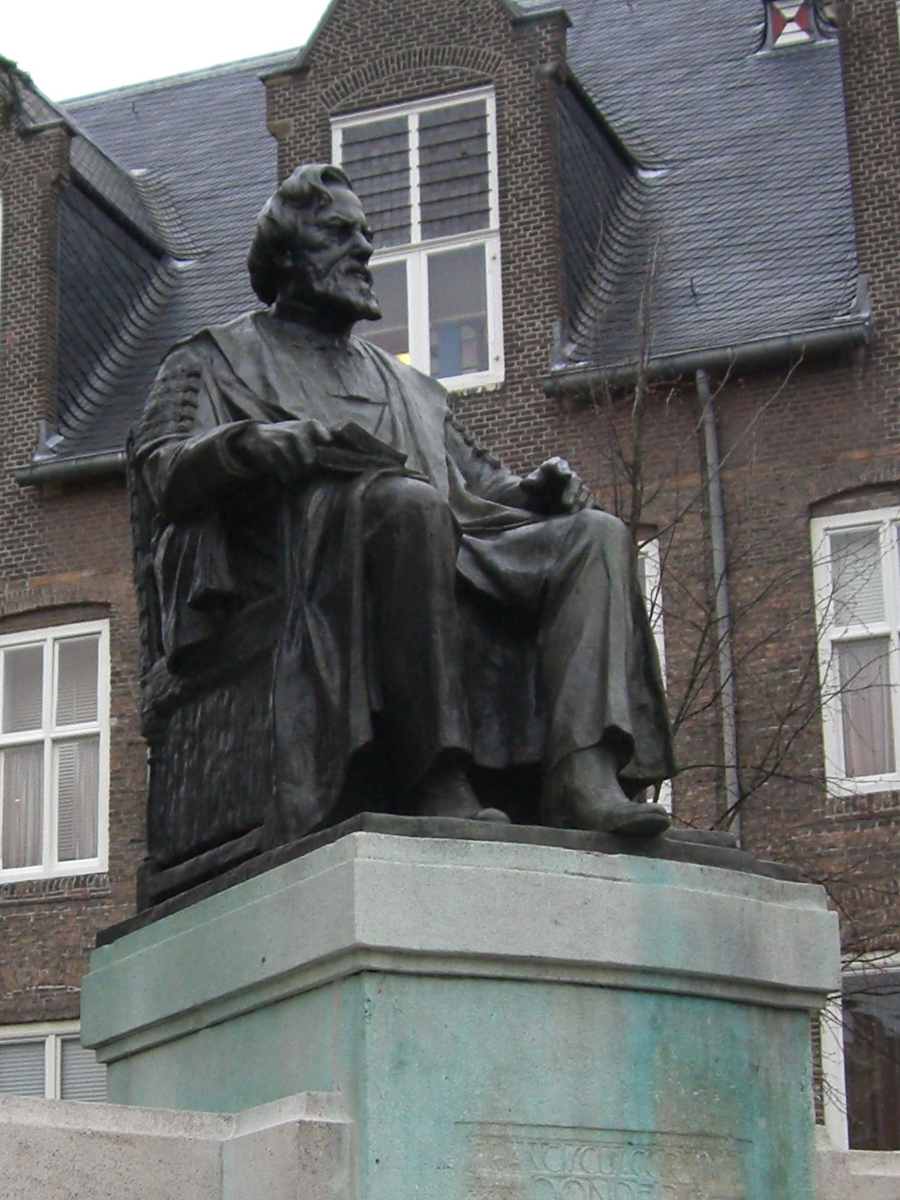
Statue du Dr. Donders à Utrecht

Franciscus Cornelis Donders (27 mai 1818 - 24 mars 1889), est un professeur néerlandais de médecine et de physiologie. Il effectue des recherches en ophtalmologie, un domaine où il acquiert une solide réputation.

## Biographie
Frans Donders est issu d'une famille catholique, dernier des neuf enfants d'un commerçant, Jan Francis Donders et d'Agnès Élisabeth Clara Hegh. On l'envoya vers ses sept ans à l'école primaire de Duizel, village voisin de Tilbourg. Il y montra de tels dons pour l'étude qu'à 11 ans, il était rémunéré comme répétiteur auprès d'autres élèves. Sa mère le destinait à la prêtrise, mais la révolution belge de 1830 bouleversa ces projets. En 1831, Donders poursuivit sa scolarité au collège français de Tilbourg puis à l'école de latin de Boxmeer. Là, le jeune Donders avait beaucoup de temps de loisir, qu'il partageait entre la promenade, la pêche, la pratique des langues étrangères, la lecture et les sciences naturelles.
Son intérêt pour les sciences l'amena à postuler en 1835 à l'école de santé militaire dépendant de l'université d'Utrecht. Il y suivit les cours de Fremery, Moll et van der Kolk. Promu médecin-officier en 1840, il fut attaché à la garnison de Flessingue. Le 13 octobre 1840, il soutenait à l'université de Leyde sa thèse de doctorat, portant sur deux cas d'inflammation méningée consécutive à des épanchements de liquide cérébro-spinal (Dissertatio inauguralis sistens observationes anatomico-pathologicas de centro nervoso). Par ce travail, il montrait l'importance de l'anatomie et de la physiologie dans l'étude des pathologies. Versé en 1841 à La Haye, il s'y fit une réputation par ses contributions à la revue médicale Boerhaave. Il saisissait toutes les occasions d'accroître ses connaissances artistiques et littéraires.
À seulement 24 ans, il reçut l'autorisation de donner des conférences d'Anatomie, d'Histologie et de Physiologie à l'Institut de médecine militaire d'Utrecht. Avec Mulder et Harting, il y jeta les bases de l'histochimie (microchimie) et s'imposa bientôt comme l'un des principaux défenseurs de la thèse encore récente de Schwann et Schleiden, selon laquelle la cellule est le constituant fondamental de tous les tissus vivants. Il y fit aussi ses premières expériences sur le mouvement de l’œil humain, qui allaient en faire le pionnier de l'ophthalmologie moderne. En 1844, il prononça unen conférence sur la chaleur animale où il démontrait que la régulation thermique n'est pas tant tournée vers la production de chaleur pour le corps, que vers le refroidissement de la peau. L'article, publié en 1845 et traduit en allemand en 1847, comporte d'ailleurs une définition très précise du principe de conservation de l'énergie.
Le 15 octobre 1847, Donders était nommé Professeur associé de l'université d'Utrecht, et la leçon inaugurale qu'il prononça le 28 janvier 1848 était intitulée « Sur l'harmonie de la vie animale, révélatrice de lois nouvelles » (De harmonie van het dierlijke leven. De openbaring van wetten). Il enseignait la médecine légale, l'anthropologie et l'hygiène. Il s'occupait de la dissection de cadavres et y possédait son propre laboratoire. Son disciple Jakob Moleschott a rapporté comment un jour de 1845 il a découvert une pièce dépourvue de meubles, où Donders menait ses expériences sur la rotation de l’œil : le professeur y avait suspendu verticalement un ruban rouge au mur et en examinait les reflets dans un miroir tournant, afin de voir si l’œil suivait les mouvements de la tête ou plutôt les rotations aléatoires du miroir. Pour étudier ce qu'on appelle les « phénomènes entoptiques », il utilisait des bristols troués et suivait les ombres portées par une lampe. Un ruban de tissu, un petit miroir, une carte à jouer, un microscope, c'étaient là les seules richesses de son laboratoire.
En 1851 il partit trois semaines à Londres, où il fit la connaissance d'Albrecht von Graefe, ce qui le décida à se consacrer entièrement à l'ophthalmologie. Le 3 février 1854, il était enfin nommé Professeur titulaire de médecine et, à la mort de son maître Schroeder van der Kolk, en 1862, il prit sa succession à la chaire de Physiologie. Pour évoquer son autorité au sein de l'université, il suffit de mentionner sa nomination en 1852-53 au poste de recteur de l'Alma Mater. Il prononça à cette occasion le 26 mars 1853 une conférence intitulée Oratio de justa necessitudine scientiam inter artem medicam et utriusque juribus ac matuis officiis.
Donders bénéficia de multiples gratifications. Il fut docteur honoris causa des Universités de Cambridge, Édimbourg, Córdoba, Bologne, Vienne (1865), d'Utrecht (25 septembre 1858) et de Leyde (Dr. phil. nat., 8 février 1875). Il a reçu la médaille Boerhaave à Haarlem ; fut chevalier, puis commandeur de l'ordre du Lion néerlandais, chevalier de 2e classe de l'ordre du Lion d'or de la maison de Nassau, chevalier de l'ordre royal de l'Étoile polaire (1850) ; le roi Humbert Ier lui décerna la croix d'officier de l'ordre de la Couronne d'Italie. Donders était membres de sociétés savantes des Indes Néerlandaises, de Belgique, d'Angleterre, de France, d'Italie, de Prusse, de Saxe, de Bavière, d’Autriche-Hongrie, de Russie, de Suède, du Danemark et des États-Unis. Il fut élu en 1851 membre de l'Académie royale néerlandaise des sciences d'Amsterdam, dont il présida le collège des sciences naturelles de 1865 à 1883.
Il fut en outre membre de la Royal Society, membre correspondant de l'Académie des sciences de Paris, de l'Académie royale des sciences de Prusse, de l'Académie royale et impériale des sciences de Vienne, de l'Académie nationale de médecine, membre extraordinaire de l'Académie royale des Sciences, des Lettres et des Beaux-Arts de Belgique, membre honoraire de l’Académie royale de medicine Belgique, correspondant étrranger de l'Académie bavaroise des sciences de Munich, der Académie des sciences de Göttingen, Mitglied der Académie américaine des arts et des sciences (1879) ; il était membre honoraire de la Reale Accademia Medica de Rome, de l'Académie des Lyncéens, etc.
L'Ooglijdersgasthuis d'Utrecht (en néerlandais, littéralement : Hôpital des patients ophtalmologiques), un hôpital ophtalmologique, fut créé en 1858. Durant de nombreuses années, l'adresse de cet hôpital était « F.C. Dondersstraat », c'est-à-dire une rue portant le nom d'F.C. Donders. Donders était en premier lieu un physiologiste. Du fait de sa spécialisation en ophtalmologie, il devint le plus important médecin néerlandais de son époque. Il est fait membre étranger de la Royal Society en 1866. Donders mourut en 1889 à Utrecht.
L'Ooglijdersgasthuis fait actuellement partie du centre médical universitaire (Universitair Medisch Centrum (UMC)) de l'université d'Utrecht. Depuis 1920, une statue commémore Donders au cimetière Saint-Jean (Janskerkhof).
Le jour de son 70e anniversaire, le 27 mai 1888, conformément aux lois néerlandaises, il prit sa retraite de l'université. Peu après, frappé d'une attaque d'apoplexie, il expirait.

## Distinctions
- Chevalier de l'ordre royal de l'Étoile polaire
- Commandeur de l'ordre du Lion néerlandais

## Travaux scientifiques
Ses contributions scientifiques à l'étude du mouvement de l’œil, à l'emploi de lentilles à section cylindrique/prismatique pour corriger la vue, ses recherches sur l'accommodation et la différence entre la presbytie et l'hypermétropie (Übersichtigkeit und Alterssichtigkeit) ont bouleversé les connaissances antérieures sur l'œil. C'est particulièrement à Donders que l'on doit la correction de l'astigmatisme par des lentilles cylindriques. Il milita pour la prescription de lunettes par des médecins, plutôt que la vente libre par des opticiens. En 1863 il mit au point le premier tonomètre, instrument destiné à mesurer la pression intérieure de l’œil. Aux côtés d'Hermann von Helmholtz et d'Albrecht von Graefe, Frans Cornelis Donders est l'un des fondateurs de l'ophtalmologie moderne : c'est ainsi que certaines cavités pleurales sont aujourd'hui appelées « espace de Donders », et la sous-pression de cette zone (« pression intrapleurale ») : « pression de Donders. »
Il a formulé la « loi de Donders », qui caractérise chaque position de l’œil, pour tout angle d'observation, horizontal ou vertical, à l'intérieur de l'orbite par une rotation exactement centrée sur l'axe optique. On lui doit également la formule de Donders, les anneaux de Donders et la description du processus de Donders. Il a inventé la phono-cardiographie, a calculé la durée des systoles et observé à travers une vitre la circulation sanguine dans le cerveau. Il a fondé en 1859 un hôpital pour malvoyants, le Nederlandsch Gasthuis voor behoeftigte en minvermogende ooglijders, qui sous la direction d'Herman Snellen est devenu un centre de formation de réputation mondiale. Le laboratoire de physiologie de l'université d'Utrecht a été aménagé en 1866 d'après ses instructions.
Il fut aussi un pionnier de la chronométrie mentale, qui analyse les fonctions cognitives à partir de la mesure du temps de réaction. Il effectua ses premières expériences sur cette question en 1868. Il comparait des réactions simples (comme le fait d'appuyer sur un interrupteur quand l'éclairage s'éteint) avec d'autres réactions supposant certains processus mentaux (n'appuyer sur un bouton qu'une fois que cinq lampes se sont éteintes) ou une décision (appuyer sur le bouton correspondant à la lampe qui vient de s'éteindre). Il quantifia l'allongement des réactions liées au fait de devoir réfléchir, et au fait de devoir faire un choix. Sa méthode soustractive a inspiré bien d'autres chercheurs.
Donders était un partisan de la théorie de l’Évolution de Charles Darwin et entretint sur cette question une correspondance suivie avec Rudolf Virchow et Albert von Kölliker. Depuis 1845 il contribuait à la revue médicale Het Nederlandsch Lancet, dont douze volumes ont paru. Il a fourni quelques articles pour Archiv für Anatomie und Physiologie de Johannes Peter Müller, le Zeitschrift der Chirurgie de Louis Stromeyer et le Magazin der Augenheilkunde de Christian Georg Theodor Ruete. Il est l'auteur des Holländischen Beiträge zu den anatomischen und physiologischen Wissenschaften (Düsseldorf et Utrecht, 1846–1848), des Beiträge zum Archiv für die Holländische Beiträge zur Natur- und Heilkunde (Utrecht 1858–1864, 3 vol.), du Ned. Archief voor Genees- en Natuurkunde (Utrecht 1865–1869, en 5 vol.) et de l’Archiv für Ophthalmologie.